# Eccellenza Sicilia 2001-2002
Il campionato italiano di calcio di Eccellenza regionale 2001-2002 è stato l'undicesimo organizzato in Italia. Rappresenta il sesto livello del calcio italiano.
Questi sono i gironi organizzati dal comitato regionale della Sicilia.
Oltre alle squadre aventi diritto, viene iscritto al campionato anche l'Atletico Catania, cancellato dai campionati professionistici.
Il Trapani viene escluso dal campionato dopo quattro rinunce.

## Girone A

### Squadre partecipanti
| Club                       | Città                                 | Stagione 2000-2001       |
| -------------------------- | ------------------------------------- | ------------------------ |
| A.S.C. Alcamo              | Alcamo (TP)                           | 3° in Eccellenza gir. A  |
| S.C. Cephaledium           | Cefalù (PA)                           | 18° in Serie D gir. I    |
| A.S. Città di Trapani      | Trapani                               | 4° in Eccellenza gir. A  |
| S.S. Due Torri             | Gliaca, frazione di Piraino (ME)      | 8° in Eccellenza gir. B  |
| A.S. Elenka Tommaso Natale | Tommaso Natale (quartiere di Palermo) | 1° in Promozione gir. A  |
| D.A. Fincantieri Calcio    | Palermo                               | 2° in Promozione gir. A  |
| A.S. Marsala 2000          | Marsala (TP)                          | 9° in Eccellenza gir. A  |
| G.S. Mazara 1946           | Mazara del Vallo (TP)                 | 6° in Eccellenza gir. A  |
| A.S. Panormus              | Palermo                               | 16° in Serie D gir. I    |
| A.S. Piana Brolo           | Brolo (ME)                            | 3° in Promozione gir. B  |
| C.P. Real Messina          | Messina                               | 5° in Eccellenza gir. B  |
| U.S. Salemi                | Salemi (TP)                           | 5° in Eccellenza gir. A  |
| U.S. Spadaforese           | Spadafora (ME)                        | 13° in Eccellenza gir. B |
| Pol. Termitana Cascino     | Termini Imerese (PA)                  | 13° in Eccellenza gir. A |
| U.S. Tortorici             | Tortorici (ME)                        | 1° in Promozione gir. B  |
| U.S. Trapani               | Trapani                               | 11° in Eccellenza gir. A |
| Pol. Villabate             | Villabate (PA)                        | 15° in Eccellenza gir. A |
| Pol. Villafranca Tirrena   | Villafranca Tirrena (ME)              | 9° in Eccellenza gir. B  |

### Classifica
|  | Pos.  | Squadra               | Pt | G  | V  | N  | P  | GF | GS | DR  |
|  | ----- | --------------------- | -- | -- | -- | -- | -- | -- | -- | --- |
|  | 1.    | Marsala               | 83 | 34 | 27 | 2  | 5  | 89 | 26 | +63 |
|  | 2.    | Alcamo                | 74 | 34 | 22 | 8  | 4  | 55 | 22 | +33 |
|  | 3.    | Real Messina          | 70 | 34 | 22 | 4  | 8  | 60 | 28 | +32 |
|  | 4.    | Città di Trapani      | 63 | 34 | 20 | 3  | 11 | 53 | 26 | +27 |
|  | 5.    | Fincantieri Palermo   | 62 | 34 | 18 | 8  | 8  | 58 | 38 | +20 |
|  | 6.    | Due Torri             | 55 | 34 | 15 | 10 | 9  | 46 | 31 | +15 |
|  | 7.    | Mazara                | 52 | 34 | 15 | 7  | 12 | 48 | 39 | +9  |
|  | 8.    | Tortorici             | 50 | 34 | 14 | 8  | 12 | 49 | 48 | +1  |
|  | 9.    | Salemi                | 49 | 34 | 14 | 7  | 13 | 47 | 41 | +6  |
|  | 10.   | Termitana Cascino     | 48 | 34 | 13 | 9  | 12 | 28 | 40 | -12 |
|  | 11.   | Panormus              | 40 | 34 | 11 | 7  | 16 | 43 | 52 | -9  |
|  | 12.   | Cephaledium           | 39 | 34 | 10 | 9  | 15 | 37 | 44 | -7  |
|  | 13.   | Piana Brolo           | 38 | 34 | 9  | 11 | 14 | 31 | 42 | -11 |
|  | 14.   | Spadaforese           | 38 | 34 | 10 | 9  | 15 | 29 | 44 | -15 |
|  | 15.   | Elenka Tommaso Natale | 30 | 34 | 7  | 9  | 18 | 38 | 70 | -32 |
|  | 16.   | Villafranca Tirrena   | 26 | 34 | 5  | 11 | 18 | 23 | 45 | -22 |
|  | 17.   | Villabate             | 20 | 34 | 5  | 5  | 24 | 27 | 80 | -53 |
|  | Escl. | Trapani               | -2 | 34 | 4  | 3  | 27 | 21 | 66 | -45 |

Legenda:

      Marsala 2000 promosso in Serie D 2002-2003.

      Città di Trapani ripescato in Serie D 2002-2003.

      Alcamo ammesso ai play-off nazionali.

      Piana Brolo, Elenka Tommaso Natale e Villafranca Tirrena retrocessi in Promozione 2002-2003 dopo play-out.

      Villabate retrocesso in Promozione 2002-2003.

#### Play-off
Semifinali
| Squadra 1    | Risultato | Squadra 2           |
| ------------ | --------- | ------------------- |
| Alcamo       | 3 - 0     | Fincantieri Palermo |
| Real Messina | 1 - 2     | Città di Trapani    |

Finale
| Squadra 1 | Risultato | Squadra 2        |
| --------- | --------- | ---------------- |
| Alcamo    | 1 - 1     | Città di Trapani |

#### Play-out
| Squadra 1   | Risultato | Squadra 2             |
| ----------- | --------- | --------------------- |
| Panormus    | 2 - 1     | Villafranca Tirrena   |
| Cephaledium | 2 - 1     | Elenka Tommaso Natale |
| Piana Brolo | 0 - 1     | Spadaforese           |

## Girone B

### Squadre partecipanti
| Club                       | Città                    | Stagione 2000-2001       |
| -------------------------- | ------------------------ | ------------------------ |
| Pol. Aci Sant'Antonio      | Aci Sant'Antonio (CT)    | 1° in Promozione gir. C  |
| A.C. Adrano                | Adrano (CT)              | 3° in Eccellenza gir. B  |
| Akragas Calcio             | Agrigento                | 8° in Eccellenza gir. A  |
| A.S. Atletico Catania 2000 | Catania                  | 17° in C1 gir. B         |
| A.C. Caltagirone           | Caltagirone (CT)         | 7° in Eccellenza gir. A  |
| Pol. Comiso                | Comiso (RG)              | 12° in Eccellenza gir. B |
| G.S. Enna Calcio           | Enna                     | 1° in Promozione gir. D  |
| A.S. Giarre Calcio         | Giarre (CT)              | 7° in Eccellenza gir. B  |
| A.C. Licata                | Licata (AG)              | 3° in Promozione gir. D  |
| A.C. Misterbianco          | Misterbianco (CT)        | 6° in Eccellenza gir. B  |
| Pol. Modica                | Modica (RG)              | 4° in Eccellenza gir. B  |
| F.C. Nissa                 | Caltanissetta            | 2° in Eccellenza gir. A  |
| C.C. Palagonia             | Palagonia (CT)           | 10° in Eccellenza gir. A |
| F.C. Raffadali             | Raffadali (AG)           | 2° in Promozione gir. D  |
| G.S. San Giovanni Gemini   | San Giovanni Gemini (AG) | 12° in Eccellenza gir. A |
| U.S. Siracusa              | Siracusa                 | 2° in Eccellenza gir. B  |
| U.S. Trecastagni           | Trecastagni (CT)         | 2° in Promozione gir. C  |
| A.S. Viagrande Calcio      | Viagrande (CT)           | 11° in Eccellenza gir. B |

### Classifica
|  | Pos. | Squadra             | Pt | G  | V  | N  | P  | GF | GS | DR  |
|  | ---- | ------------------- | -- | -- | -- | -- | -- | -- | -- | --- |
|  | 1.   | Misterbianco        | 84 | 34 | 26 | 6  | 2  | 55 | 17 | +38 |
|  | 2.   | Siracusa            | 73 | 34 | 22 | 7  | 5  | 51 | 22 | +29 |
|  | 3.   | Comiso              | 62 | 34 | 19 | 5  | 10 | 52 | 34 | +18 |
|  | 4.   | Nissa               | 52 | 34 | 14 | 10 | 10 | 46 | 31 | +15 |
|  | 5.   | Licata              | 52 | 34 | 14 | 10 | 10 | 41 | 27 | +14 |
|  | 6.   | Trecastagni         | 48 | 34 | 12 | 12 | 10 | 38 | 30 | +8  |
|  | 7.   | Akragas             | 47 | 34 | 12 | 11 | 11 | 45 | 37 | +8  |
|  | 8.   | Atletico Catania    | 46 | 34 | 12 | 10 | 12 | 42 | 39 | +3  |
|  | 9.   | Raffadali           | 45 | 34 | 11 | 12 | 11 | 33 | 32 | +1  |
|  | 10.  | Modica              | 44 | 34 | 11 | 11 | 12 | 33 | 29 | +4  |
|  | 11.  | Giarre              | 42 | 34 | 10 | 12 | 12 | 35 | 38 | -3  |
|  | 12.  | Enna                | 42 | 34 | 11 | 9  | 14 | 24 | 42 | -18 |
|  | 13.  | San Giovanni Gemini | 41 | 34 | 9  | 14 | 11 | 27 | 31 | -4  |
|  | 14.  | Adrano              | 38 | 34 | 8  | 14 | 12 | 27 | 37 | -10 |
|  | 15.  | Aci Sant'Antonio    | 36 | 34 | 7  | 15 | 12 | 35 | 40 | -5  |
|  | 16.  | Palagonia           | 33 | 34 | 8  | 9  | 17 | 27 | 41 | -14 |
|  | 17.  | Viagrande           | 29 | 34 | 8  | 5  | 21 | 23 | 51 | -28 |
|  | 18.  | Caltagirone         | 14 | 34 | 3  | 6  | 25 | 20 | 76 | -56 |

Legenda:

      Misterbianco promosso in Serie D 2002-2003.

      Siracusa ripescato in Serie D 2002-2003.

      Nissa ammesso ai play-off nazionali.

      Enna retrocesso in Promozione 2002-2003 dopo play-out.

      Viagrande e Caltagirone retrocessi in Promozione 2002-2003.

#### Play-off
Semifinali
| Squadra 1 | Risultato | Squadra 2 |
| --------- | --------- | --------- |
| Siracusa  | 0 - 1     | Licata    |
| Comiso    | 1 - 2     | Nissa     |

Finale
| Squadra 1 | Risultato | Squadra 2 |
| --------- | --------- | --------- |
| Nissa     | 2 - 2     | Licata    |

#### Play-out
| Squadra 1           | Risultato | Squadra 2        |
| ------------------- | --------- | ---------------- |
| Giarre              | 1 - 0     | Palagonia        |
| Enna                | 0 - 1     | Aci Sant'Antonio |
| San Giovanni Gemini | 2 - 3     | Adrano           |